# MediaFire
미디어파이어(MediaFire)는 파일 공유 서비스를 제공하는 웹사이트로, 2006년 처음으로 서비스를 시작하였다. 언어는 영어만을 지원한다. 비회원 및 무료 회원은 파일 하나 당 200MB이내로 총 업로드 용량에는 제한없이 업로드할 수 있으며, 유료 회원은 파일 하나 당 10GB이내로 총 업로드 용량에 제한없이 업로드가 가능하다. 파일을 업로드하면 각 파일에 대한 URL을 받으며, 이 URL로 접속하면 파일을 받을 수 있다. 업로드된 파일은 업로드한 사람이 자신의 계정에 60일마다 들어오면 파일은 계속 보관되며, 30일동안 다운받지 않으면 그 파일은 삭제된다. 미디어파이어는 업로드된 파일을 지우기 전에 업로드한 사람에게 3번 이상의 이메일을 보낸다.

## 파일 공유
미디어파이어는 자체 웹 기반 파일 뷰어를 통해 다양한 파일 포맷을 지원한다:
- 그림 파일 (.JPEG, .PNG, .GIF, .TIFF, .BMP)
- 동영상 파일 (WebM, .MPEG4, .MOV, .AVI, .MPEGPS, .WMV, .FLV, .3GP, .OGG, .VOB)
- 텍스트 파일 (.TXT)
- 마크업/코드 (.fCSS, .HTML, .PHP, .C, .CPP, .H, .HPP, .JS, .java, .pl)
- 마이크로소프트 워드 (.DOC 및 .DOCX)
- 마이크로소프트 액셀 (.XLS 및 .XLSX)
- 마이크로소프트 파워포인트 (.PPT and .PPTX)
- 어도비 포터블 도큐먼트 포맷 (.PDF)

## 같이 보기
- 4shared
- 메가업로드